# Триселенид тантала
Триселенид тантала — бинарное неорганическое соединение
тантала и селена
с формулой TaSe3,
кристаллы.

## Получение
- Сплавление стехиометрических количеств чистых веществ:

{\displaystyle {\mathsf {Ta+3Se\ {\xrightarrow {T}}\ TaSe_{3}}}}

## Физические свойства
Триселенид тантала образует кристаллы
моноклинной сингонии, пространственная группа P 21, параметры ячейки a = 1,0411 нм, b = 0,3494 нм, c = 0,9836 нм, β = 106,36°, Z = 4,
структура типа триселенида циркония ZrSe3
.
При температуре 2,2 К соединение переходит в сверхпроводящее состояние 